# Erfurtský kongres

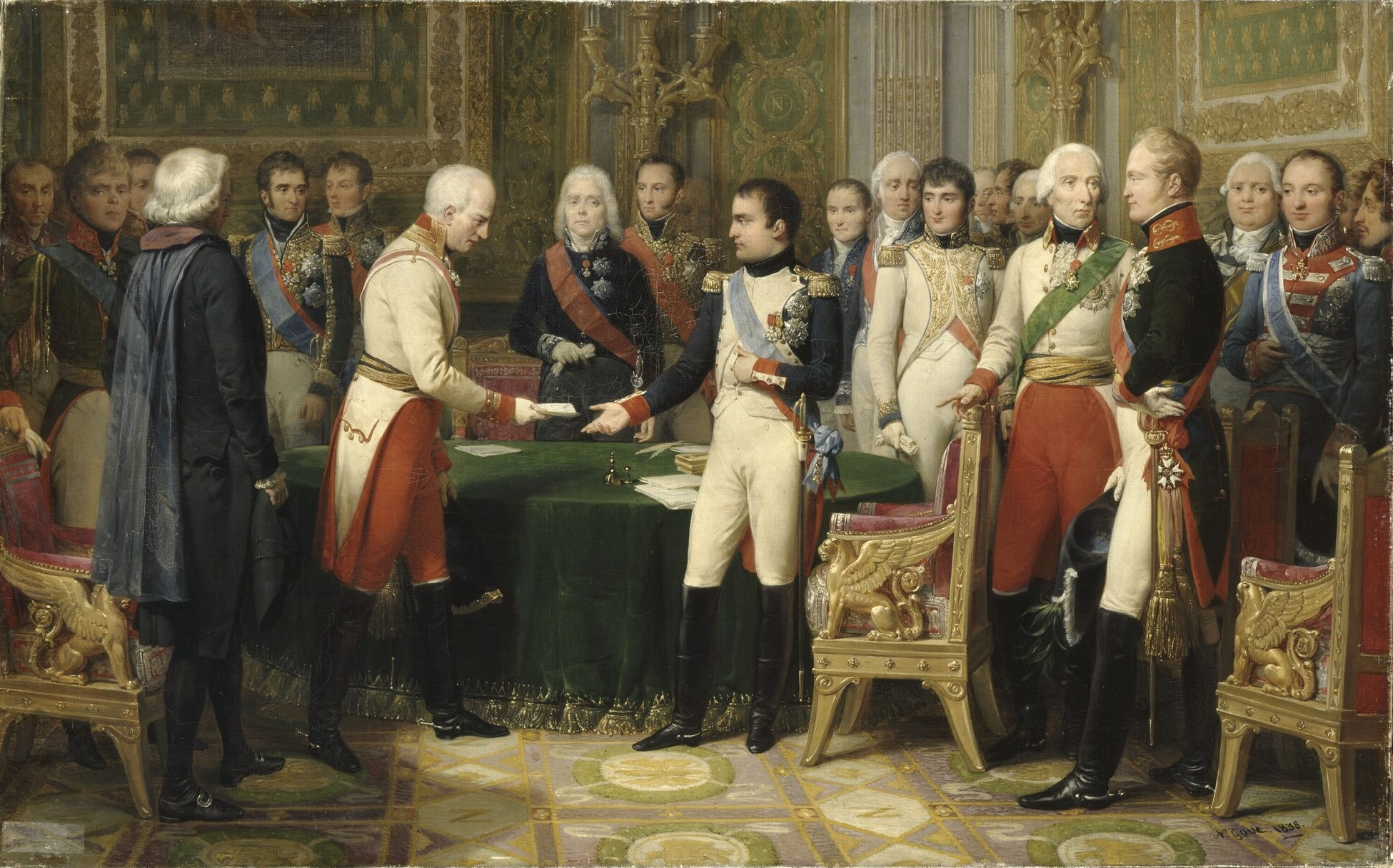
Setkání Napoleona s Alexandrem I.

Erfurtský kongres bylo jednání mezi Napoleonem Bonaparte a ruským carem Аlexandrem I., konané v době od 27. září do 14. října roku 1808 v Erfurtu. Jejich výsledkem bylo podepsání společné smlouvy mezi panovníky, která však nakonec nebyla dodržena.

## Předcházející události
V létě roku 1808 francouzská armáda náhle utrpěla vážnou porážku ve Španělsku. Francouzský císař Napoleon s nervozitou sledoval válečné přípravy Rakouska a hledal podporu Ruska k tomu, aby držel Vídeň pod kontrolou. Avšak vztahy s Alexandrem se od chvíle uzavření spojenecké smlouvy (Tylžského míru) v roce 1807 změnily a nebyly již nezkalené. Alexandrovy naděje získat podporu Francie v boji proti Osmanské říši se nenaplnily a účast na Kontinentální blokádě Anglie byla pro Rusko rovněž nepříznivá. Za těchto podmínek Napoleon sezval kongres v Erfurtském vévodství, francouzské exklávě v Durynsku. Četná německá knížata - vazalové Rýnského spolku byla skvělou dekorací demonstrace moci před ruským panovníkem. Velkolepý program kongresu měl vyvolat silný dojem na jeho účastníky. Kongres byl setkáním předních osobností kontinentální Evropy. Faktickým cílem kongresu byla koordinace vojensko-politických vztahů s Rýnským spolkem a sladění dlouhodobých plánů s Ruským impériem.

## Oficiální část kongresu

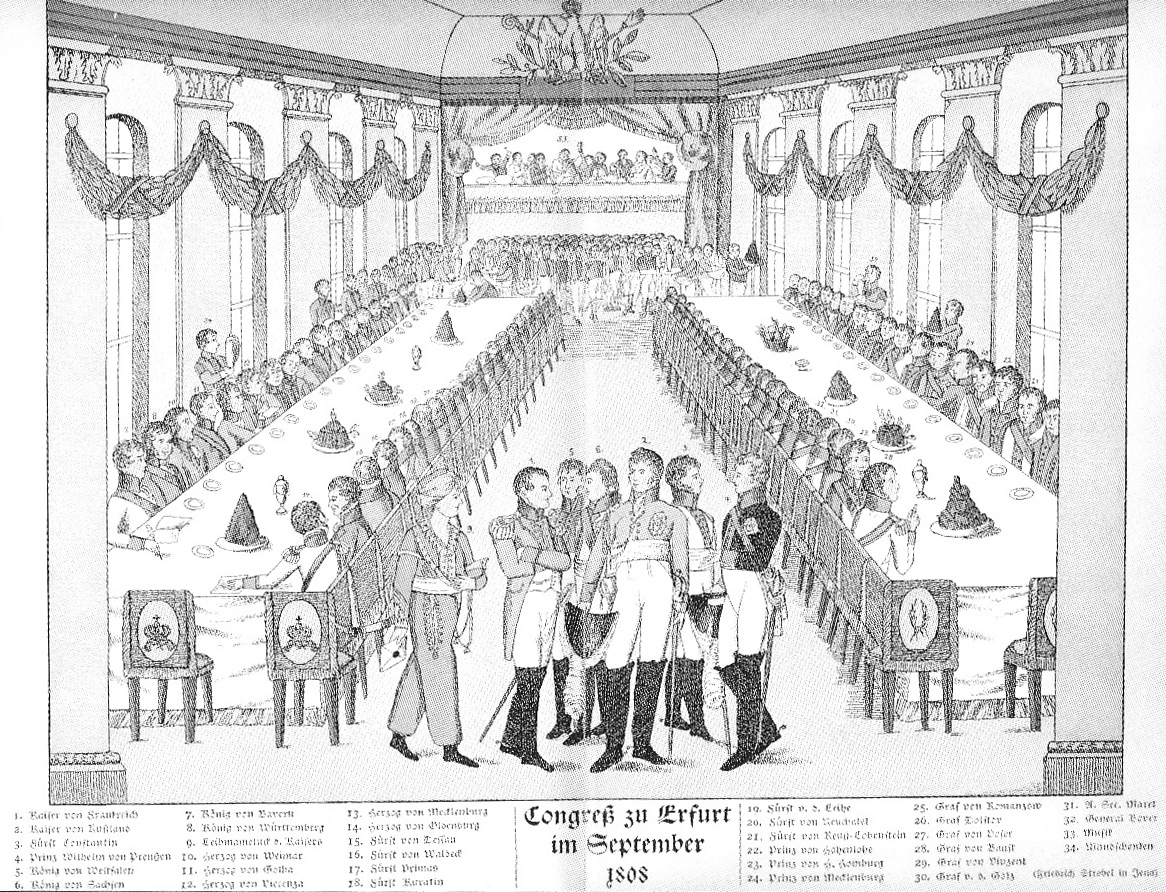
Erfurtský kongres v září 1808

Panovníci se setkávali často a využívali každé příležitosti demonstrovat veřejnosti srdečnost svých vztahů. Tomuto cíli sloužila i půvabná představení «Comédie-Française» v erfurtském Císařském sále. V obsáhlém plánu ovšem účastníci nepostoupili ani o krok, třebaže 12. října formálně podepsali spojeneckou smlouvu, jež však neměla žádných důsledků. Erfurtský kongres bylo posledním setkáním obou panovníků.

## Kulturní program kongresu
Kоngres se zapsal do paměti skvělými bankety, výlety do přírody, lovy a každovečerními divadelními představeními v erfurtském Císařském sále i dalšími akcemi.
Napoleon využil možnosti kongresu k tomu, aby se seznámil třemi vynikajícími mysliteli - politickým publicistou a básníkem Christophem Martinem Wielandem (který předpověděl Napoleonovu slávu, když ten byl ještě prostým generálem), známým historikem Johannesem von Müllerem (s nímž besedoval o Caesarovi) a největším německým básníkem, Johannem Wolfgangem Goethem, který byl pro Napoleona cenný po stránce propagandy.
Setkání Napoleona a Goetha mělo osobní dozvuky. Panovník přijal básníka v Erfurtu, hovořil s ním o „Utrpení mladého Werthera“ a udělil mu Řád čestné legie. Napoleon komentoval toto setkání legendární větou: „Jaký to člověk! (Voilà un homme!)“. Milan Kundera s ironií popisuje toto setkání ve svém románě Nesmrtelnost. Napoleon se rovněž účastnil jednoho z představení Výmarského národního divadla.

## Nabídka sňatku
Na kongresu předložil Alexandrovi I. francouzský diplomat Talleyrand jménem Napoleona, nedlouho předtím rozvedeného se svou první ženou Josefinou de Beauharnais, návrh uzavření manželství s Alexandrovou sestrou Kateřinou, čímž chtěl získat Rusko na svou stranu (samozřejmě vedle potvrzení své prestiže sňatkem s princeznou z mocného panovnického rodu). Rodina Kateřiny byla zaskočena a dotčena a nabídka byla odmítnuta, především na nátlak samotné Kateřiny a její matky. Někteří historikové se dokonce domnívají, že pyšné odmítnutí „neurozeného tyrana - Korsičana“ bylo jednou z hlavních příčin války Napoleona s Ruskem v roce 1812.
V roce 1812 Rusko ustoupilo od kontinentální blokády Anglie a frankofobní nálady na ruském dvoře dostoupily vrcholu. Výdaje na obranu byly zvýšeny a na hranicích byly rozmístěny vojenské jednotky jako příprava na invazi do Varšavského vévodství. Napoleon tuto invazi předvídal a atakoval Rusko.
Po uzavření Tylžského míru se někteří pozorovatelé domnívali, že Francie a Rusko, dva nejmocnější státy v Evropě, by mohly koexistovat v míru vedle sebe. Erfurt měl odvrátit jejich nepřátelství, ale to bylo nevyhnutelné a oba giganti dřív nebo později museli stanout proti sobě.